# Кампиво (Бреша)
Кампиво је насеље у Италији у округу Бреша, региону Ломбардија.
Према процени из 2011. у насељу је живело 24 становника. Насеље се налази на надморској висини од 378 м.